# Rännänjärvi
Rännänjärvi är en sjö i kommunen Lieksa i landskapet Norra Karelen i Finland. Sjön ligger 139,1 meter över havet. Arean är 90 hektar och strandlinjen är 14,77 kilometer lång. Sjön  ingår i Vuoksens huvudavrinningsområde.   Den ligger omkring 100 kilometer nordöst om Joensuu och omkring 470 kilometer nordöst om Helsingfors. 
I sjön finns öarna Kokkosaari och Hompansaari. Lieksanjoki genomflyter sjön.